# ناديه ناسيمنتو
ناديه ناسيمنتو هي ممثلة كندية، ولدت في 6 يونيو 1978 في فانكوفر في كندا.

## وصلات خارجية
- ناديه ناسيمنتو على موقع IMDb (الإنجليزية)
- ناديه ناسيمنتو على موقع قاعدة بيانات الفيلم (الإنجليزية)